# Aristolochia argentina
Aristolochia argentina Griseb. – gatunek rośliny z rodziny kokornakowatych (Aristolochiaceae Juss.). Występuje naturalnie w północnej części Argentyny, Paragwaju oraz Boliwii.

## Morfologia
PokrójBylina pnąca o owłosionych pędach. Dorasta do 1,5–3 m wysokości.
LiścieMają sercowaty kształt. Mają 3–9,5 cm długości oraz 2,5–9 cm szerokości. Ogonek liściowy jest owłosiony i ma długość 1,5–3 cm. Nibyprzylistki mają prawie kulisty kształt i są nietrwałe.
KwiatyPojedyncze, mają długość 2,5–4 cm. Łagiewki ułożone są poziomo lub skośnie, jajowate u podstawy, mające 10 mm średnicy. Kwiaty mają żółto-zieloną barwę i są w kształcie lejka. Mają długość 10–15 mm.
OwoceTorebki o elipsoidalnym kształcie. Mają 2,5–3 cm długości i 1,2 cm szerokości.